# Península Delmarva
La península Delmarva es una gran península de los Estados Unidos, localizada en al costa Este. Se extiende en dirección N-S entre la bahía de Chesapeake, la bahía de Delaware y el océano Atlántico. Tiene cerca de 290 km de longitud y unos 110 km de anchura.
La península pertenece a tres estados: Delaware, Maryland y Virginia (de los que deriva su nombre, DELaware - MARyland- VirginiA).
La pesca y el turismo son económicamente importantes en la zona.